# 西北阿魯斯圖克 (緬因州)
西北阿魯斯圖克（英語：Northwest Aroostook）是位於美國緬因州阿魯斯圖克縣的一個未組織地區。

## 地方資料
西北阿魯斯圖克的面積為6913.20平方千米，當中陸地面積為6810.10平方千米，而水域面積為103.10平方千米。根據2010年美國人口普查的數據，當地共有人口12人，而人口密度為每平方千米0人。